# Dolichopeza (Oropeza) shirakiella
Dolichopeza (Oropeza) shirakiella is een tweevleugelige uit de familie langpootmuggen (Tipulidae). De soort komt voor in het Palearctisch en Oriëntaals gebied.